# Oman niemiecki
Oman niemiecki (Pentanema germanicum (L.) D.Gut.Larr., Santos-Vicente, Anderb., E.Rico & M.M.Mart.Ort.) – gatunek roślin z rodziny astrowatych. Tradycyjnie włączany do rodzaju oman Inula, jednak w 2018 zawężono ujęcie tego rodzaju i gatunek włączony został do rodzaju Pentanema.

## Rozmieszczenie geograficzne
Występuje w środkowej i południowo-wschodniej Europie (od Włoch i Niemiec na wschód), w Azji Mniejszej, na wschodzie po Kazachstan i Iran. W Polsce znany tylko z jednego stanowiska w rezerwacie przyrody Bielinek nad Odrą.

## Morfologia

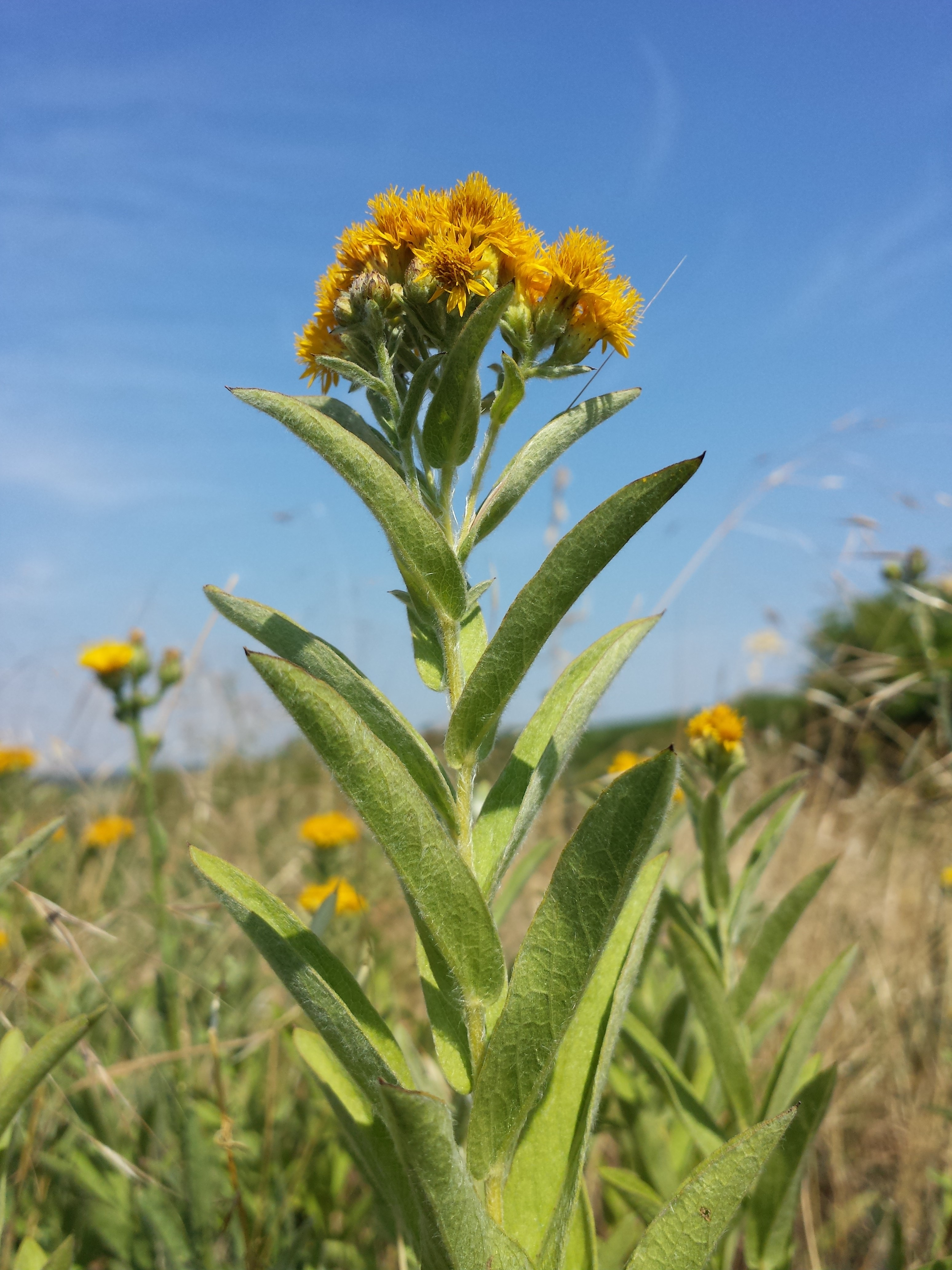
Pokrój

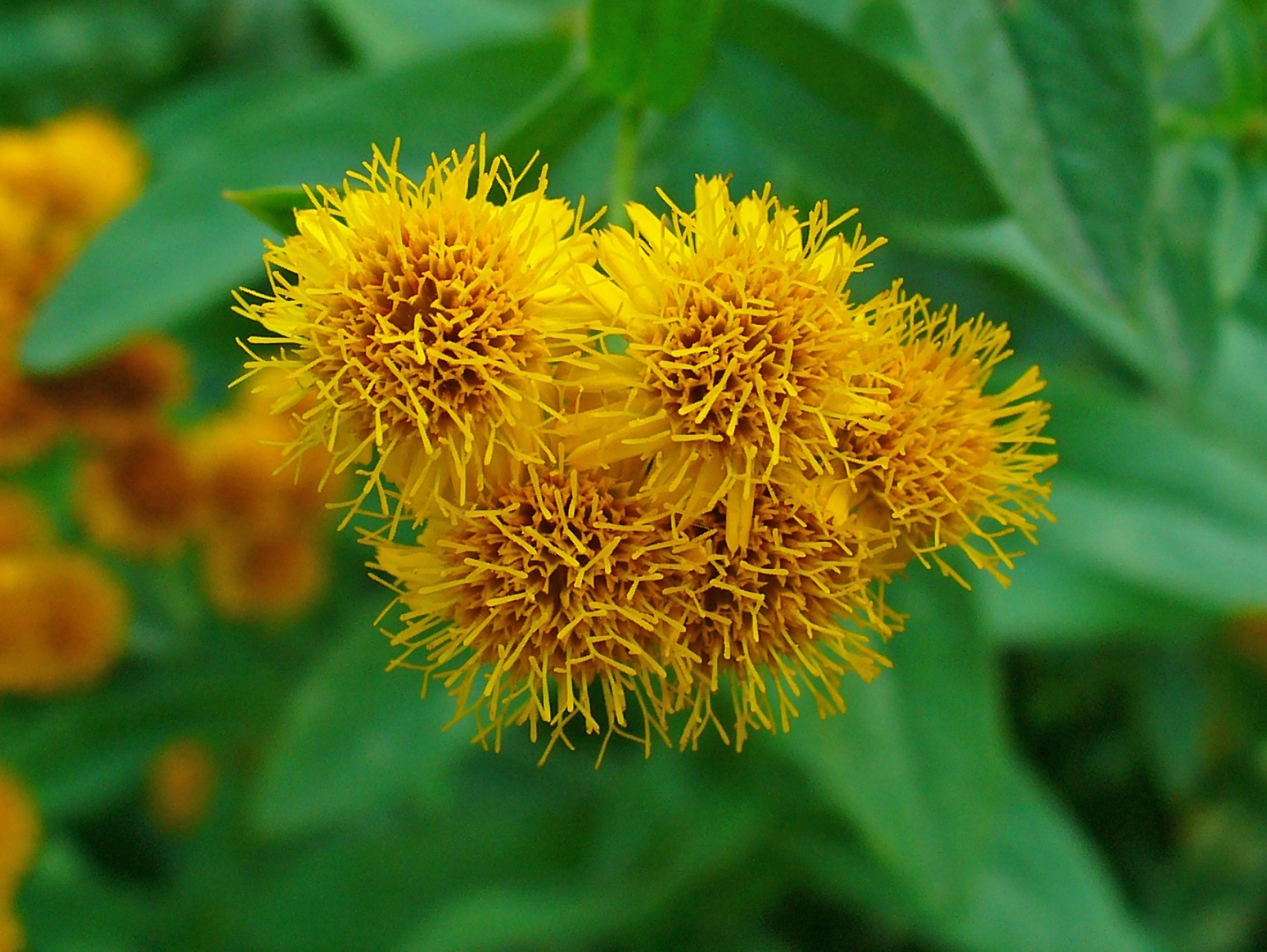
Koszyczki

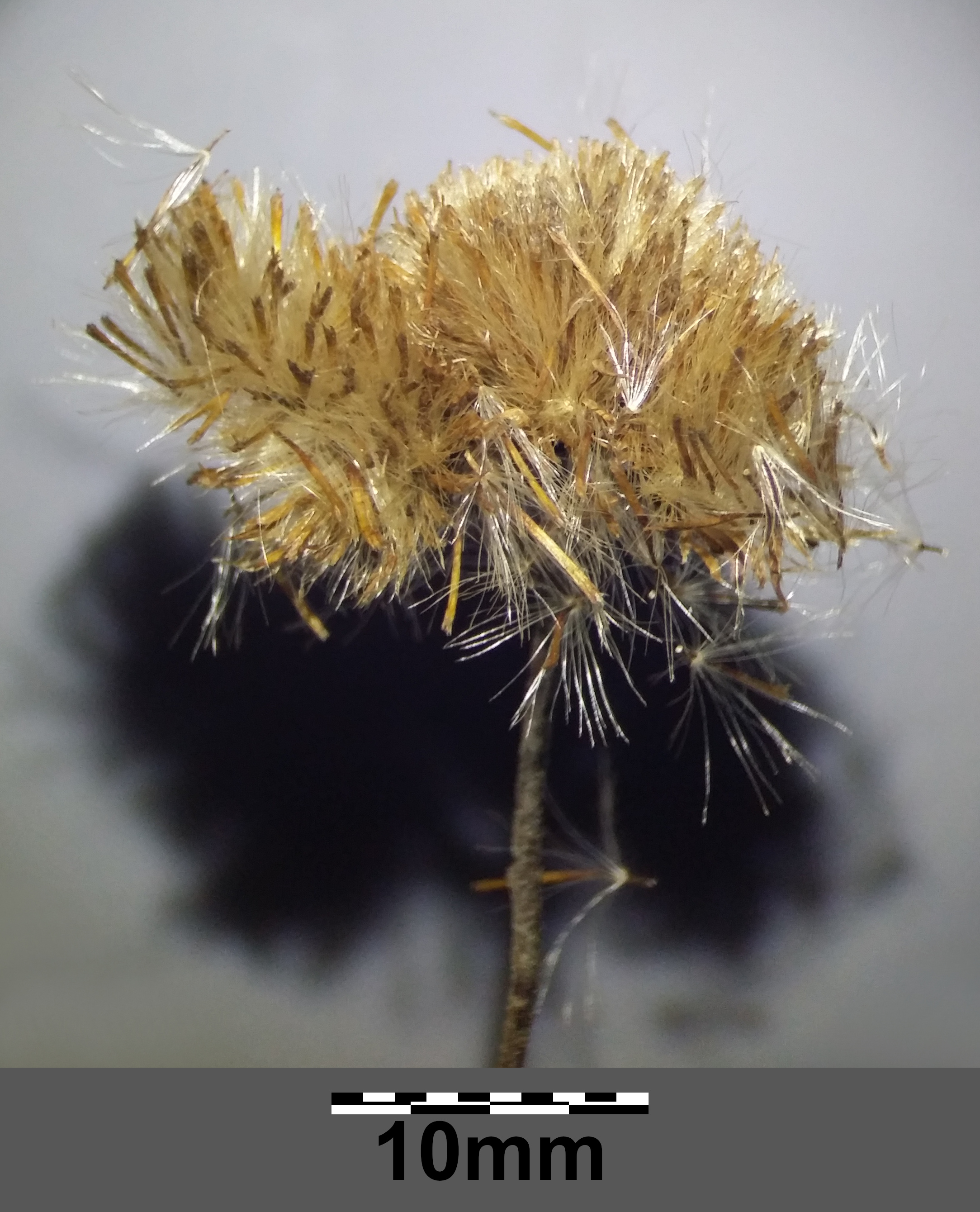
Owoce

PokrójRoślina zielna z kłączem czołgającym się, poziomym, z którego wyrastają wzniesione łodygi osiągające od 20 do 60 cm, rzadko do 80 cm wysokości. Łodygi są owłosione, gęsto ulistnione, rozgałęziają się tylko na szczycie w obrębie kwiatostanu.
LiścieDolne ogonkowe, środkowe i górne siedzące, z sercowatą nasadą obejmującą łodygę. Blaszka eliptyczna, zwężająca się, o długości do 10 cm i szerokości do 2 cm. Blaszka jest owłosiona, od góry włoskami przylegającymi, od dołu długimi, białymi włosami i włoskami gruczołowatymi. Na brzegu liście są rzadko i płytko ząbkowane i faliste.
KwiatyZebrane w koszyczki o średnicy ok. 1 cm, te z kolei w liczbie ok. 5–20, czasem nawet 30, w podbaldachowaty kwiatostan złożony. Okrywę koszyczków tworzą owłosione listki o zaostrzonych i odgiętych wierzchołkach, wyrastające w kilku szeregach. Wszystkie kwiaty mają kolor złocistożółty, przy czym brzeżne kwiaty języczkowate mają języczek niewiele dłuższy od kwiatów rurkowatych rozwijających się w środkowej części koszyczka.
OwoceNiełupki o długości do 1,5 mm, lśniące, bruzdowane, brązowe.

## Biologia i ekologia
Bylina. Kwitnie w lipcu i sierpniu. Rośnie w murawach kserotermicznych, kserotermicznych zaroślach i świetlistych dąbrowach. Gatunek wyróżniający zespołu Quercetum pubescenti-petraeae. 

## Zagrożenia i ochrona
Kategorie zagrożenia:
- Kategoria zagrożenia w Polsce według Czerwonej listy roślin i grzybów Polski (2006)[8]: E (wymierający, krytycznie zagrożony); 2016: CR (krytycznie zagrożony)[9].
- Kategoria zagrożenia w Polsce według Polskiej czerwonej księgi roślin[10]: CR (critical, krytycznie zagrożony).